# The Broken Oath (film 1913)
The Broken Oath è un cortometraggio muto del 1913 diretto da Warwick Buckland.

## Trama
Un marito geloso si trova a combattere su un costone roccioso con l'uomo sbagliato.

## Produzione
Il film fu prodotto dalla Hepworth.

## Distribuzione
Distribuito dalla Hepworth, il film - un cortometraggio in due bobine - uscì nelle sale cinematografiche britanniche nel dicembre 1913.
Si conoscono pochi dati del film che, prodotto dalla Hepworth, fu distrutto nel 1924 dallo stesso produttore, Cecil M. Hepworth. Fallito, in gravissime difficoltà finanziarie, il produttore pensò in questo modo di poter almeno recuperare il nitrato d'argento della pellicola.